# Yŏnggwang-gun (kommun i Nordkorea)
Yŏnggwang-gun (koreanska: 영광군) är en kommun i Nordkorea.   Den ligger i provinsen Hamnam, i den centrala delen av landet, 180 km nordost om huvudstaden Pyongyang.